# Jerome Robbins
Jerome Robbins, cuyo nombre de nacimiento era Jerome Rabinowitz, (Nueva York, 11 de octubre de 1918 – ibídem, 29 de julio de 1998) fue un bailarín, coreógrafo, director de compañía y maestro de ballet estadounidense.
Formado en la danza moderna y las diferentes expresiones del baile popular estadounidense, cosechó grandes éxitos en Broadway con musicales como On the Town y West Side Story. Su afición al ballet le llevó al Ballet Theatre y al New York City Ballet para los que creó piezas seminales como Fancy Free, The Cage o Afternoon of a Faun. Nombrado en 1969 maestro de ballet del New York City Ballet por George Balanchine, su director artístico, contribuyó a crear un repertorio y un estilo que ha sido definido y celebrado como genuinamente estadounidense. Tras la muerte de Balanchine en 1983, Robbins fue hasta su dimisión en 1990 codirector artístico de la compañía junto al bailarín Peter Martins. Volvió al New York City Ballet en 1995 con West Side Story Suite, una recopilación de los números más famosos del musical y en 1957 con Brandenburg sobre los conciertos de Bach.
Un documental sobre la vida y la obra de Robbins, Something to Dance About, que incluye extractos de sus diarios, actuaciones de archivo y material de ensayo, y entrevistas con Robbins y sus colegas, se estrenó en PBS en 2009 y ganó un premio Emmy y un premio Peabody el mismo año.

## Vida
Robbins nació como Jerome Wilson Rabinowitz en la Maternidad Judía del 270 East Broadway, en el Lower East Side de Manhattan, un barrio poblado por muchos inmigrantes. Era hijo de Lena Robbins (Rips) y Harry Rabinowitz (1887-1977), ambos judíos rusos inmigrantes.  Tenía una hermana mayor, Sonia (1912-2004). La familia Rabinowitz vivía en un gran edificio de apartamentos en el número 51 de la calle 97 Este, en la esquina noreste de Madison Avenue. Conocido como "Jerry" por sus allegados, Robbins recibió el segundo nombre Wilson, reflejo del entusiasmo patriótico de sus padres por el entonces presidente, Woodrow Wilson.
A principios de la década de 1920, la familia Rabinowitz se trasladó a Weehawken, Nueva Jersey. Su padre y su tío abrieron la Comfort Corset Company en la cercana Union City. Se graduó en 1935 en el Woodrow Wilson High School (desde entonces rebautizado como Weehawken High School). Recibió una sólida educación y llegó a matricularse hacia 1935 en la Universidad de Nueva York. Sus planes de estudio se malograron debido a las consecuencias de la Gran Depresión pero gracias a que había recibido clases de piano y asistido a cursos de danza moderna con Gluck Sandor y de ballet con Ella Daganova se le abrió un camino en el mundo del espectáculo neoyorquino. La familia tenía muchas conexiones con el mundo del espectáculo, incluyendo artistas de vodevil y propietarios de teatros.  En la década de 1940, su nombre se cambió legalmente a Robbins.

## Carrera
Después de un aprendizaje como actor en el teatro y como bailarín en el musical Robbins se unió en 1940 al Ballet Theatre (luego American Ballet Theatre) para el que creó su primera coreografía Fancy Free (1944), una historia de tres marineros de permiso en Nueva York con música del también primerizo Leonard Bernstein. Este ballet le lanzó como coreógrafo a Broadway donde se estrenó como musical con el título On the Town al final de ese mismo año.

### Broadway y New York City Ballet
La carrera de Robbins en Broadway siguió en ascenso con musicales muy populares como Billion Dollar Baby (1946), High Button Shoes (1947), Call Me Madame (1950), El rey y yo (1951), The Pajama Game (1954) y sobre todo West Side Story (1957) que le ganaron el título de "rey de Broadway", no solo por sus éxitos sino también por su transformación del género musical en un espectáculo total que integra música, danza, canto, libreto y escenografía. Paralelamente a esta intensa actividad en el terreno del teatro comercial Robbins siguió fiel al ballet.
En 1948, Balanchine, fundador y director del New York City Ballet lo invitó a unirse a la compañía como maestro de ballet y coreógrafo. Robbins creó una serie de ballets que sirvieron de contrapeso al trabajo del mismo Balanchine y ampliaron el horizonte de su proyecto artístico. Desde sus primeras creaciones de temática existencialista y freudiana The Age of Anxiety y The Cage (ambos 1950) y ballets con un argumento mínimo como Afternoon of a Faun (1953) y The Concert (1956) Robbins fue evolucionando hacia la abstracción.
En 1958, Robbins dejó temporalmente el New York City Ballet y viajó por las capitales de Europa con una pequeña compañía propia, los Ballets USA. Con ella participó en el Festival de Spoleto de 1958 y 1961 y entusiasmó al público y a la crítica de París, Madrid, Barcelona o Edimburgo con sus coreografías abstractas New York Export Op. Jazz, Moves o Events. Después de nuevos éxitos comerciales en Broadway con los musicales Funny Girl y Fiddler on the Roof (ambos 1964) Robbins abandonó el género musical al que volvería brevemente en 1989 con Jerome Robbins' Broadway, una antología de sus números musicales más celebrados. Lejos del musical y del ballet dirigió entre 1964 y 1969 el American Theatre Laboratory, un experimento en el terreno dramático que dejó para reintegrarse en el New York City Ballet.

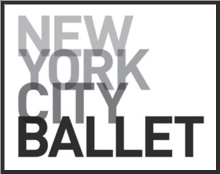
Logo del New York City Ballet

La nueva etapa de Robbins en la compañía neoyorquina, que bajo Balanchine se había convertido ya en una institución cultural de primer orden, se inició con Dances at a Gathering (en), un ballet con un mínimo hilo argumental —cinco parejas jóvenes se reúnen para bailar con música de Chopin— que se estrenó el 4 de mayo de 1969 en el State Theatre de Nueva York. Considerado una pieza magistral llena de atmósfera y belleza abre una serie de obras de madurez entre las que se pueden citar The Goldberg Variations (1971) (mús. Bach), The Four Seasons (1979) (mús. Verdi) o Glass Pieces (1983) (mús. Phil Glass). Al morir Balanchine en 1983, Robbins compartió la dirección artística del New York City Ballet con su primer bailarín, Peter Martins hasta 1990, año en que dimitió de su puesto. Regresó una vez más a la compañía en 1995 para montar West Side Story Suite con los números más famosos del musical. Ese mismo año tuvo que someterse a una operación de corazón, pero a pesar de su precario estado de salud aún creó en 1997 Brandenburg sobre los conciertos de Bach, sería su última obra.

### Robbins y Balanchine
Jerome Robbins fue un bailarín y coreógrafo que comienza su carrera como artista bailando en comedias musicales, mientras que George Balanchine coreografiaba musicales.
En 1938, Balanchine crea las danzas de Great Lady y en las cuales se encontraba Jerome Robbins. En 1940, Jerome Robbins se une al American Ballet Theatre, en el cual se convierte en bailarín solista un año después de haber entrado en la compañía. En 1948 entra en el New York City Ballet, dirigido por George Balanchine, y  es en 1950 cuando Robbins comienza a trabajar como asistente artístico junto a Balanchine. Estos dos coreógrafos tendrán una larga colaboración de 30 años, en la que surgirán distintas colaboraciones.

#### Robbins y Balanchine en la Ópera de París
Dentro de su larga trayectoria como coreógrafo, y tras la muerte de Serguéi Diáguilev, Balanchine fue invitado a la Ópera de París para trabajar como maestro, puesto que mantenía un estrecho vínculo con esta debido a que Balanchine tenía un registro más contemporáneo y quería inyectar nueva energía a la danza académica, y coreografiar Les Creatures de Prométhée. Pero Balanchine cayó enfermo y se vio obligado a abandonar el proyecto, y es Serge Lifar quien completa la coreografía y se hace cargo del puesto de Maestro de ballet. Puesto que se ve obligado a abandonar después de la liberación de París al final de la guerra. No es hasta 1947 que no regresa, para escenificar tres de sus ballets: Apollon musagète, Serenade y Le Baiser de la fée, y para crear Le Palais de crystal. Esta vuelta no duró mucho, y solo volvería en ocasiones para ver los ensayos de sus obras cuando entraron en el repertorio.
En marzo de 1974 fue cuando Jerome Robbins, comenzó su trabajo dirigiendo sus obras junto a Balanchine en el Ballet de la Ópera de París. El primero de sus ballets en ingresar al repertorio fue Scherzo Fantastique.

#### Robbins y Balanchine:Jone's Beach
George Balanchine y Jerome Robbins colaboran en 1950 junto con Jurriaan Andriessen, un compositor holandés que se encontraba en América con una beca Rockefeller. Este ballet era Jone's Beach y fue estrenado en el City Center el 9 de marzo, con los bailarines en trajes de baño, donados por la casa Jantzen.
Este ballet estaba ambientado en una famosa playa de moda y consta de cuatro escenas: “domingo”, “salvada de ahogarse”, “guerra contra los mosquitos” y “perritos calientes”. La coreografía mostraba a jóvenes de ambos sexos, en trajes de baño, entregados a sus juegos y diversiones, tomando el sol y coqueteando unos con otros con movimientos estilizados.
En la segunda escena es donde se concentra la acción, un paso a dos en que un joven salva a una chica a punto de ahogarse, haciéndole la respiración artificial. Este paso a dos causó un impacto y un escándalo brutal, pero su gran calidad artística y belleza acabaron por imponerse. Tanaquil Le Clercq y Nicholas Magallanes fueron sus intérpretes y el resto del reparto incluyó a Maria Tallchief y Jerome Robbins.

#### Influencia de Balanchine en Jerome Robbins

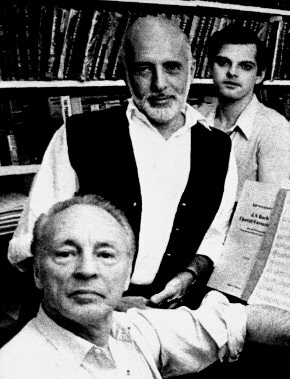
George Balanchine, Jerome Robbins y John Clifford

Tanto Balanchine como Robbins compartían el amor por el ballet académico y el gusto por los musicales y el cine, ambos poseían un don para visualizar la música y traducirla al movimiento. Es por eso, que todos los rasgos que caracterizaban a Balanchine como coreógrafo los podemos observar en Jerome Robbins y en sus creaciones. También este estilo es similar puesto a que estuvieron unidos trabajando treinta años, en los que Robbins pudo observar muy de cerca como trabajaba el coreógrafo.
Estos rasgos tan característicos son la musicalidad, la limpieza, el virtuosismo en su ejecución, la gran rapidez y extrema precisión en los movimientos. También caracterizan a estos coreógrafos las curvas en las caderas que se proyectaban hacia todas las direcciones y las extensiones altas.
Otro rasgo que caracterizan a estos coreógrafos en su estilo, es crear coreografías que pareciesen improvisadas.
Este estilo se puede observar en coreografías de Balanchine como Who Cares? y en coreografías de Robbins como en las de West Side Story.

## Producciones de Broadway y ballets notables
Entre las producciones de Broadway y ballets notables en los que partició Jerome Robbins, se cuentan:
- 1939 Stars in Your Eyes - musical - actor en el papel de «Gentleman of the Ballet».
- 1939 The Straw Hat Revue - revista - actor
- 1941 Giselle - ballet - bailarina en el papel de «Campesina»
- 1941 Tres vírgenes y un diablo - ballet con música de Ottorino Respighi, bailarín en el papel de «Joven»
- 1941 Gala - ballet con música de Serguéi Prokófiev - bailarina en el papel de «Ayudante de caballero».
- 1944 On the Town - musical - coreógrafo y creador de la idea del espectáculo
- 1945 Common Ground - obra de teatro - codirector
- 1945 Interplay - ballet con música de Morton Gould - coreógrafo y bailarín
- 1945 Billion Dollar Baby - musical - coreógrafo
- 1946 Fancy Free - ballet (reposición) - original representado en el Metropolitan Opera House en 1944
- 1947 High Button Shoes - musical - coreógrafo - Premio Tony a la Mejor Coreografía
- 1948 ¡Mira, mamá, estoy bailando! - musical - coreógrafo, codirector y creador de la idea del espectáculo
- 1949 Miss Liberty - musical - coreógrafo
- 1950 Call Me Madam - musical - coreógrafo
- 1951 El rey y yo - musical - coreógrafo
- 1951 The Cage - ballet con música de Ígor Stravinski - coreógrafo
- 1952 Interplay - ballet con música de Morton Gould - coreógrafo
- 1952 Two's Company - revista - coreógrafo
- 1953 Afternoon of a Faun - ballet con música de Claude Debussy - coreógrafo
- 1954 The Pajama Game - musical - codirector
- 1954 Peter Pan - musical - director y coreógrafo
- 1956 The Concert (or the Perils of Everybody) - ballet con música de Frédéric Chopin - coreógrafo
- 1956 Bells Are Ringing - musical - director y co-coreógrafo con Bob Fosse - co-Nominado al Tony a la Mejor Coreografía
- 1957 West Side Story - musical - coreógrafo, director - Premio Tony a la Mejor Coreografía
- 1958 3 x 3 - ballet con música de Georges Auric - coreógrafo
- 1958 New York Export: Opus Jazz - ballet con música de Robert Prince, coreógrafo
- 1959 Gypsy - musical - coreógrafo y director - nominación al premio Tony a la mejor dirección de musical
- 1959 Moves - ballet mudo - coreógrafo
- 1962 A Funny Thing Happened on the Way to the Forum - musical - asistente de dirección y coreografía sin acreditar
- 1963 Mother Courage and Her Children - obra de teatro - coproductor y director - nominación al Premio Tony a la Mejor Obra de Teatro y al Mejor Productor de una Obra de Teatro
- 1963 Oh Dad, Poor Dad, Mamma's Hung You in the Closet and I'm Feelin' So Sad - obra de teatro - director
- 1964 Funny Girl - musical - supervisor de producción
- 1964 El violinista en el tejado - musical - director y coreógrafo - Premio Tony a la mejor dirección de musical y a la mejor coreografía
- 1966 The Office - nunca se estrenó oficialmente - director
- 1969 Dances at a Gathering - ballet con música de Frédéric Chopin - coreógrafo
- 1970 In the Night - ballet con música de Frédéric Chopin - coreógrafo
- 1971 Las Variaciones Goldberg (ballet) - ballet con música de Johann Sebastian Bach - coreógrafo
- 1979 Las cuatro estaciones (ballet) - ballet con música de Giuseppe Verdi [23] - coreógrafo
- 1975 In G Major (ballet) - ballet con música de Maurice Ravel - coreógrafo
- 1983 I'm Old Fashioned - ballet sobre la adaptación de Morton Gould del tema de Jerome Kern - coreógrafo
- 1983 Glass Pieces - ballet con música de Philip Glass - coreógrafo
- 1989 Jerome Robbins' Broadway - revista - director y coreógrafo - Premio Tony a la mejor dirección de musical

## Premios y reconocimientos
- 1948 – Premio Tony (coreografía) por High Button Shoes.
- 1958 – Premio Award (coreografía) por West Side Story.
- 1961 – Premio Óscar honorífico por sus coreografías.
- 1962 – Premio Óscar al mejor director por West Side Story.[24]
- 1964 – Chevalier des Arts et des Lettres.
- 1965 – Premio Tony (coreografía y dirección) por El violinista en el tejado.
- 1976 – Capezio Dance Award.
- 1981 – Kennedy Center Honors.
- 1988 – Medalla Nacional de las Artes.
- 1989 – Premio Tony (dirección) por Jerome Robbins' Broadway.